# Ralph K. White
Ralph Kirby White (* 9. Dezember 1907 in Detroit; † 25. Dezember 2007 in Cockeysville) war ein US-amerikanischer Sozialpsychologe und Friedensforscher, der zuletzt an der George Washington University lehrte. Er verstarb hundertjährig an einem Schlaganfall.

## Leben
Er wuchs in einer Quäkerfamilie auf. 1929 erwarb seinen Bachelor of Arts an der Wesleyan University in Middletown. Er promovierte 1937 an der Stanford University. Hier war an den wegweisenden Führungsstil-Untersuchungen von Kurt Lewin beteiligt. Danach hatte er verschiedene akademische Positionen an der Wesleyan University, der Stanford University, der Ohio State University und der Cornell University inne, bevor er 1947 nach Washington, D.C. kam, um für die Bundesregierung zu arbeiten, zunächst für den Foreign Broadcast Information Service der CIA und später als Chief Soviet Block Officer in der US-Regierung. Im Jahr 1964 trat er in den Lehrkörper der George Washington University ein, an der er 1973 in den Ruhestand ging. 

## Werk
Die frühe Studie von Kurt Lewin, Ronald Lippitt und White über Führungsstile und deren Auswirkungen in Kleingruppen wurde zu einem Klassiker auf diesem Gebiet.
Auch seine Arbeiten zur Friedenspsychologie werden als bahnbrechend bezeichnet. Seine Diskussionen über realistische Empathie, Fehlwahrnehmungen in internationalen Beziehungen und die Rolle der Angst boten neue Denkansätze für Konflikte und deren Lösung. Diese Veröffentlichungen beeinflussten sowohl Psychologen als auch politische Akteure, wie z. B. Robert McNamara.
In seinen wissenschaftlichen und populärwissenschaftlichen Arbeiten untersuchte er die Gründe für interkulturelle Missverständnisse, die gegenseitige nukleare Bedrohung (zwischen der UdSSR und den USA) und die arabisch-israelische Auseinandersetzungen. Nach seinen Ansichten gehören zu den positiven Vorgehensweisen der Friedenspsychologie, d. h. die moralisch unbedenklich und in sich attraktiv sind, die drastische Reduzierung der Atomwaffen (bilateral, wenn möglich, aber unilateral, wenn nötig), die völlige Abschaffung der Erstschlag-Atomwaffen, eine konsequente „No-first-use“-Politik in Wort und Tat, die Vermenschlichung des Bildes von der UdSSR, die Kultivierung von realistischer Empathie und globalem Bewusstsein, die drastische Reduzierung von Angstappellen durch die Friedensbewegung und die Kultivierung von realistischer Hoffnung. Aber auch einige „negative“ Maßnahmen sind seiner Meinung nach als Wege zum Frieden erwägenswert: Beibehaltung von ca. 5 % der gegenwärtigen nuklearen Stärke der USA, Beibehaltung einer „angemessenen“ konventionellen Stärke, realistische Kritik an der UdSSR und Bewahrung vor unrealistischer Hoffnung. White war dabei einer der Pioniere der Friedensforschung. Er pflegte dabei ab 1937 eine lange Verbindung zur Society for the Psychological Study of Social Issues.

## Ehrungen
- 1969: Kurt Lewin Award der Society for the Psychological Study of Social Issues
- Präsident der Vereinigung Psychologists for Social Responsibility
- Präsident der International Society of Political Psychology
- Die American Psychological Association vergibt den „Ralph K. White Lifetime Achievement Award“ für herausragende Leistungen in der Friedenspsychologie

## Publikationen (Auswahl)
Monografien
- Getting Out of Saigon. How a 27-Year-Old Banker Saved 113 Vietnamese Civilians. Simon & Schuster, New York 2023.
- Ralph K. White (Hrsg.): Psychology and the prevention of nuclear war. New York University Press, New York and London 1986.
- Nobody Wanted War: Misperception in Vietnam and Other Wars. Doubleday, 1970.
- Mit Ronald Lippitt: Autocracy and democracy; an experimental inquiry. Harper, New York 1960.

Zeitschriftenartikel
- Three Not‐So‐Obvious Contributions of Psychology to Peace. In: Journal of Social Issues. 2010, 25 (4), S. 23–39.
- Underestimating and Overestimating Others' Fear. In: Journal of Social Issues, 2010, 43 (4). S. 105–109.
- Misperception and War. In: Peace and Conflict: Journal of Peace Psychology, 2004, 10 (4), S. 399–409.
- Specifics in a Positive Approach to Peace. In: Journal of Social Issues, 1988, 44 (2), S. 191–202.
- Empathizing with the Rulers of the USSR. In: Political Psychology, 1983 4 (1), S. 121–137.
- Mit Kurt Lewin; Ronald O. Lippitt: Patterns of aggressive behavior in experimentally created social climates. In: Journal of Social Psychology, 1939, 10, S. 271–299.